# Erich Etienne
Erich W. Etienne (* 24. Februar 1915 in Leipzig; † 23. Juli 1942 in Longyearbyen, Norwegen) war ein deutscher Geophysiker, Polarforscher und Pilot.

## Leben
Etienne studierte Geophysik in Exeter und Leipzig, bevor er als Cecil-Rhodes-Stipendiat 1934 an die University of Oxford ging. Im Anschluss nahm er 1936 und 1938 an den britischen „Oxford University Greenland Expeditionen“ des „Oxford University Exploration Clubs“ teil. 1939 promovierte er unter Ludwig Weickmann an der Universität Leipzig.
Im Zweiten Weltkrieg wurde Etienne Pilot und Flugmeteorologe bei der deutschen Luftwaffe. Ab Herbst 1940 war er als Wetterdienst-Assessor und meteorologischer Berater zur Wettererkundungsstaffel 5 (Drontheim-Værnes) abkommandiert. Sein Doktorvater Weickmann war zuvor zum Chefmeteorologen der Luftflotte 5 ernannt worden. Im September 1940 gehörte Etienne der Besatzung einer Heinkel He 115 mit der Geschwaderkennung S4+BK der 2./506 an, die im Rahmen der Operation Jan Mayen die norwegische Jan-Mayen-Insel erkunden und einnehmen sollte. In Spitzbergen führte er 1941/42 einen Luftwaffen-Wettertrupp unter dem Code-Namen Unternehmen Bansö.
Erich Etienne wurde am 23. Juli 1942 bei einem Aufklärungsflug über Spitzbergens Hauptort Longyearbyen abgeschossen.

## Publikationen
- 1940. Expeditionsbericht der Grönland-Expedition der Universität Oxford 1938. Veröffentlichungen des Geophysikalischen Instituts der Universität Leipzig, Serie 2, Bd. 13.
- 1940. Geophysikalische Arbeiten auf einer Grönland-Expedition. Borna-Leipzig.